# Birgit Gustavsson
Birgit Gustavsson, född 5 april 1937 i Karlstad, död 1 juli 2018 i Sunne, var en svensk konstnär.
Birgit Gustavsson var som konstnär huvudsakligen autodidakt men fick viss vägledning från olika konstnärskollegor. Separat ställde hon ut på MNK i Göteborg, Philipshuset i Stockholm, Galleri Gripen i Karlstad samt VF:s konsthall i Karlstad. Hon medverkade i samlingsutställningar med Värmlands Konstförening på Värmlands Museum, Norra Värmlands konstförening och Galleri Gripens sommar- och julutställningar.
Hon tilldelades Karlstads kommuns Kulturnämnds resestipendium 1978.
Birgit Gustavsson är representerad vid Värmlands Museum och i ett flertal kommuner och landsting.